# Moirans-en-Montagne
Moirans-en-Montagne là một xã trong vùng hành chính Franche-Comté, thuộc tỉnh Jura, quận Saint-Claude, tổng Moirans-en-Montagne. Tọa độ địa lý của xã là 46° 25' vĩ độ bắc, 05° 43' kinh độ đông. Moirans-en-Montagne nằm trên độ cao trung bình là 623 mét trên mực nước biển, có điểm thấp nhất là 423 mét và điểm cao nhất là 981 mét. Xã có diện tích 26.56 km², dân số vào thời điểm 2005 là 2249 người; mật độ dân số là 85 người/km².

## Thông tin nhân khẩu
| 1962  | 1968  | 1975  | 1982  | 1990  | 1999  |
| ----- | ----- | ----- | ----- | ----- | ----- |
| 1.464 | 1.551 | 2.043 | 1.954 | 2.018 | 2.121 |

## Địa điểm tham quan
Nhà thờ giáo khu của Moirans-en-Montagne được xây trong thế kỉ thứ 15. Tòa thị chính được xây năm 1857. Trong Viện bảo tàng Jouet (Musée du Jouet) là đồ chơi từ thế kỉ thứ 19 và thế kỉ thứ 20.